# Eleanor Duckett
Eleanor Shipley Duckett (* 7. November 1880 in Highbridge, Somerset, Vereinigtes Königreich; † 23. November 1976 in Northampton, Massachusetts, USA) war eine Mediävistin und Altphilologin.

## Biographie
Eleanor Duckett war eine Tochter des Bankmanagers Arthur Duckett und dessen Ehefrau Fannie Louise Shipley Gay. Sie wurde von ihrem Vater zum Studium klassischer Texte ermutigt. Nach dem Abschluss an einem College nahm sie ein Studium an der Universität London auf. 1903 machte sie den Bachelor in Englisch, 1904 ihren Magister in Latein und Griechisch und 1905 ein Diplom in Pädagogik. Bis 1907 unterrichtete sie an der Sutton High School in Surrey, um dann ihre eigene Ausbildung mit einem Stipendium am Girton College, dem ersten Frauencollege der University of Cambridge, weiterzuführen. 1911 bestand sie das Examen in Classical honours tripos und war damit eine der ersten Frauen, die in Cambridge einen Abschluss machte. Als sie einem Hochschullehrer erstmals ein Manuskript vorlegte, für das sie einen Verleger suchte, antwortete dieser „höflich“ und mit „britischer Ernsthaftigkeit“: „Do you want me to judge on its own merits or as the work of a women?“ („Wollen Sie, dass ich das Werk nach seinem eigenen Wert oder als das einer Frau beurteile?“) Ein von ihr angestrebtes Stipendium und die Zulassung zu den first class honours-Prüfungen wurden ihr in Cambridge verwehrt.
Als Reaktion darauf ging Duckett 1912 in die USA, wo sie mit einem weiteren Stipendium an der Privatuniversität Bryn Mawr zum Thema Studies in Ennius promovieren konnte. 1914 wurde sie Dozentin am Western College for Women in Oxford, Ohio, und unterrichtete dort Latein und Griechisch. Von 1916 bis zu ihrer Emeritierung im Jahre 1949 war sie Professorin für klassische Sprachen und Literatur am Smith College, einem Frauencollege, in Northampton, Massachusetts. Sie blieb ihren Studentinnen in bleibender Erinnerung, weil sie praktisch jede englische Schrift oder Rede, ob modern oder historisch, spontan ins Lateinische übersetzen konnte.
1926 lernte Duckett ihre Kollegin Mary Ellen Chase kennen, die als Professorin für Englisch und Autorin ans Smith’s gekommen war. Bald darauf zogen die beiden Frauen gemeinsam in ein Haus auf dem Gelände des Colleges. Sie machten zahlreiche Reisen, nach England und nach Windswept, einem Haus an der Küste von Maine, das Chase zu einem gleichnamigen Roman inspirierte. „It was quite clear that a deep bond of love united these two women“ („Es war ganz klar, dass diese beiden Frauen ein tiefes Band der Liebe verband.“), schreibt die Historikerin Susan Mosher Stuard. Die beiden waren indes sehr unterschiedlich: Chase eher extrovertiert und lebhaft, Duckett schüchtern und zurückhaltend. Die erfolgreiche Autorin Mary Ellen Chase hatte einen belebenden Einfluss auf Eleanor Duckett, die sich in ihren Interessen weiterentwickelte und mit wachsender Begeisterung begann, schwungvollere Texte zu schreiben.
Eleanor Duckett verlegte den Schwerpunkt ihrer Publikationen auf Geschichte – ein Gebiet, auf dem sie Autodidaktin war – und auf Texte, die wissenschaftlich fundiert waren, aber speziell für Laien geschrieben wurden. Sie konzentrierte sich auf das Frühmittelalter, das ihrer Ansicht nach zu wenig erforscht war. Sie arbeitete sich thematisch vom 6. Jahrhundert aus vor, ihre letzten Werke behandelten Themen aus dem 10. Jahrhundert. Kritiker bemängelten, dass sie sich bei ihren Darstellungen zu sehr auf christliche Quellen verließ. In ihren Werken erwähnte sie möglichst auch die Leistungen von Frauen im Mittelalter: Diese seien keine Äbte, Bischöfe, Kaiser oder Päpste gewesen, aber für eine Leserschaft von gebildeten Frauen seien historische Frauenfiguren immer von Bedeutung, auch wenn es häufig nur wenig Informationen über sie gebe. Obwohl Dozentin für Sprachen, bereitete Duckett die Geschichte Europas im Frühmittelalter die größte Freude und verschaffte ihr höchste Anerkennung.
Auch als emeritierte Professorin hatte Eleanor Duckett eine herausragende Stellung auf dem Campus; sie behielt ihr Büro in der Neilson Library und verbrachte längere Zeit mit Forschung und Vorlesungen in Cambridge. Sie reiste um die Welt, um Vorträge zu halten, zu forschen, und erhielt Auszeichnungen für ihre Arbeit. Einige ihrer wichtigsten Publikationen wurden erst nach ihrer Emeritierung verfasst. Sie war auch sehr aktiv in der St. John’s Episcopal Church in Northampton, wo sie Vorträge hielt und Lesungen organisierte.
Eleanor Duckett teilte ihr Leben mit Mary Ellen Chase bis zu deren Tod im Jahre 1973. Sie geriet in finanzielle Schwierigkeiten und musste einen Teil ihrer Habe versteigern lassen. Sie starb drei Jahre später in einem Altenheim, rund zwei Wochen nach ihrem 96. Geburtstag. Eleanor Duckett wurde neben Chase auf einem Friedhof in Blue Hill, Maine, unweit des Anwesens der Familie Chase, beigesetzt.

## Ehrungen
Eleanor Duckett erhielt zahlreiche Ehrungen und Auszeichnungen. So verlieh ihr die Universität Cambridge 1952 den Doctor of Letters-Abschluss für ihre Arbeiten in mittelalterlicher lateinischer Literatur – wohl eine späte Genugtuung für sie. Sie nahm Ehrendoktorwürden der University of London (1920), des Smith College (1949) und der kanadischen St. Dunstan's University (1969) entgegen. Der Pen & Brush Club, eine Organisation, die Frauen in den Künsten fördert, zeichnete ihr Buch Anglo-Saxon Saints and Scholars als wichtigstes Sachbuch des Jahres 1947 aus. Im Jahre 1954 wurde sie Ehrenmitglied von Phi Beta Kappa. 1968 benannte das Smith College zwei nebeneinanderliegende Studentenwohnheime Duckett House und Chase House.

## Publikationen (Auswahl)
- Mmt Eric Milner-White: The Book of Hugh and Nancy. Macmillan, New York 1938.
- The Gateway to the Middle Ages. Macmillan, New York 1938.
- Anglo-Saxon Saints and Scholars. Macmillan, New York 1947.
- Alcuin, Friend of Charlemagne. His World and His Work. Macmillan, New York 1941.
- Saint Dustin of Canterbury. A Study of Monastic Reform in the Tenth Century. Collins, London 1955.
- Alfred the Great. University of Chicago Press, Chicago 1956.
- The Wanderings Saints of the Early Middle Ages. Norton, New York 1959.
- Women and Their Letter in the Early Middle Ages (= Margaret Asher Engel Lecture). Smith College, Northampton, Mass. 1965.
- Death and Life in the Tenth Century. University of Michigan Press, Ann Arbor 1967.